# 비센테 미에라
비센테 미에라 캄포스(스페인어: Vicente Miera Campos, 1940년 5월 10일, 칸타브리아 지방 펜타카스티요 ~)는 스페인의 전 축구 수비수이자 감독이다.
그는 10시즌에 걸쳐 라 리가 139경기에 출전해 2골을 기록했는데, 주로 레알 마드리드에서 활약했다. 이후, 그는 감독으로 전향하여 25년 이상 지도자 생활을 했는데, 스페인 국가대표팀을 잠깐 맡기도 했었다.

## 선수 경력
칸타브리아 지방 산탄데르의 동네인 누에바 몬타냐 출신인 미에라는 2시즌(각각 다른 리그에서 1시즌씩)을 고향 라싱 산탄데르에서 활약하다가 1961년에 레알 마드리드로 이적하였다. 붙박이 주전이었던 적이 없었던 1964-65 시즌을 포함해, 그는 마드리드 선수단이 라 리가를 7번 우승하는 데에 일조했으며, 1966년에는 구단의 유러피언컵 우승에 공헌했다.
미에라는 1969년에 스포르팅 히혼으로 이적하여 이적 원년에 1부 리그 승격을 도왔고, 이듬해에 은퇴하였다. 그는 1961년 12월 10일, 1-1로 비긴 프랑스와의 친선경기에서 스페인 국가대표팀 경기에 처음이자 마지막으로 출전했다.

## 감독 경력
1974년에 감독으로 전향한 미에라는 오비에도 지휘봉을 잡아 처음으로 프로 감독을 맡았지만, 2년차에 1부 리그 강등의 쓴 맛을 보고 이웃 스포르팅 소속으로 5년을 보냈는데, 이 기간 중 1979-80 시즌에 에스파뇰 감독을 맡기도 했다. 그는 1, 2부 리그 주요 구단 감독직을 20년 넘게 맡았는데, 마지막으로 잡은 지휘봉은 세비야의 지휘봉으로 당시 1997-98 시즌에 세군다 디비시온 소속이었다.
이전에 수석 코치를 4년 맡았던 미에라는 1991년에 국가대표팀 감독을 맡았는데, 감독직을 맡은 7개월 동안 스페인은 UEFA 유로 1992의 본선행에 실패하였다. 같은 해 여름, 그는 올림픽 국가대표팀 감독으로 이직해, 바르셀로나에서 열린 올림픽에서 금메달을 땄다.

## 수상

### 선수
레알 마드리드
- 라 리가: 1961–62, 1962–63, 1963–64, 1964–65, 1966–67, 1967–68, 1968–69
- 코파 델 헤네랄리시모: 1961–62
- 유러피언컵: 1965–66

### 감독
스페인 U-23
- 하계 올림픽: 1992[7]